# Megalorhipida dulcis
Megalorhipida dulcis là một loài bướm đêm thuộc chi Megalorhipida, có ở Belize, Costa Rica, và México. Its hostplants are Lantana urticifolia và Lantana glandulissimus. Loài bướm này bay vào tháng 11, và có sải cánh khoảng 11 milimét.